# Passions ardentes
Passions ardentes (Fuego ardiente) est une telenovela mexicaine produite par Televisa et diffusée entre le 8 février 2021 et le 4 juin 2021 sur Las Estrellas,.
La série est mise en ligne depuis le 17 juillet 2025 sur la plateforme de streaming YouTube.

## Synopsis
Dante Ferrer, propriétaire d'une grande entreprise d'huile d'olive au nord du Mexique, apprend qu’il est atteint d’une maladie incurable. Il réunit sa famille sous prétexte de lancer une nouvelle gamme de produits, mais son véritable objectif est de régler ses affaires avant de mourir.
Lors de cette réunion familiale, un amour interdit naît entre Alexa et Gabriel, tous deux déjà mariés à des membres de la famille Ferrer. Leur relation les mène à découvrir que l'entreprise cache en réalité un réseau de blanchiment d'argent et de falsification de billets, dirigé par Joaquín, le mari d’Alexa.
Gabriel, quant à lui, enquête secrètement sur la disparition de son frère, qu’il pense liée aux Ferrer. Au milieu de ces tensions, Irene, la sœur de Dante, tente de se libérer du poids familial en vivant un amour sincère avec un biologiste marin plus jeune qu’elle.

## Fiche technique
- Titre original : Fuego ardiente
- Titre français : Passions ardentes
- Création : Martha Carrillo et Cristina García
- Réalisation : Jorge Robles, Karina Duprez et Lily Garza
- Scénario : Fernando Garcilita et Mario Iván Sánchez
  - Développement : Erick Arroyo
- Musique : Xavier Asali et Christian Moreno
- Production : Eduardo Elizalde
  - Production exécutive : Carlos Moreno Laguillo
- Société de production : Televisa
- Société de distribution : Televisa Internacional
- Pays :  Mexique
- Langue : espagnol
- Format : Couleur - HDTV 1080i - 16/9 - Son stéréophonique
- Genre : telenovela
- Durée : 60 minutes
- Dates de première diffusion :
  - Mexique : 8 février 2021 sur Las Estrellas
  - France : 17 juillet 2025 sur YouTube

## Distribution
- Mariana Torres : Alexa Gamba
- Claudia Ramírez : Irene Ferrer
- Carlos Ferro : Gabriel Montemayor
- José María de Tavira : Fernando Alcocer
- Claudia Martín : Martina Ferrer Urquidi
- Kuno Becker : Joaquín Ferrer Urquidi "El Halcón"
- Arturo Peniche : el comandante Alfonso Juárez
- Laura Flores : Laura Urquidi
- Yolanda Ventura : Pilar Ortiz de Ferrer
- Fernando Ciangherotti : Dante Ferrer
- Luis Gatica :  Nicolás Orozco
- Jaume Mateu : Rodrigo Ferrer Lozano
- Bárbara Islas : Araceli
- Dayren Chávez : Cecilia
- Agustín Arana : Abel Legaspi
- Socorro Bonilla : Socorro
- José Elías Moreno : el padre Mateo Ocampo
- Odiseo Bichir : Heriberto Ocampo
- Maya Ricote : Katia
- Sebastián Poza Villanueva : Adriano Ferrer
- Candela Márquez : Tamara
- Chris Pazcal : David Arana
- Carlos Speitzer : Baldomero Suárez
- Christian Ramos : Tomás
- Andrea Fátima : Morales
- Luis José Sevilla : Rogelio Negrete
- Daniel Martínez Campos : Gerardo
- Jorge Caballero : Humberto Solís
- Luz Edith Rojas : Caridad
- Carmen Delgado : Marcela
- Juan Luis Arias :  El Chaparro
- Medín Villatoro : Juan
- Said Sandoval : Chino
- Leo Casta : Ramiro
- Miranda Kay : Carmen
- Carmen Muga : Paulina
- Lorena Álvarez : Mercedes
- Felipe Carrera : Hernán Montemayor
- Marco Uriel : Rubén Ferrer
- Karla Esquivel : Elisa
- Sandra Kai : Rafaela Almeida
- Karla Gómez :  Paula Legaspi

## Production
La télénovela a été présentée le 15 octobre 2020 lors du Upfront de Televisa pour la saison télévisée 2020-2021, sous le slogan « Up-Front: Visión21, Realidad sin límites ». Ce même jour, les premiers membres du casting ont été annoncés : Fernando Ciangherotti, Yolanda Ventura, Arturo Peniche et Laura Flores. La série a également marqué le retour du producteur Carlos Moreno Laguillo à la fiction chez Televisa, après Y mañana será otro día en 2018. Le 27 octobre 2020, les rôles principaux ont été attribués à Claudia Martín, Mariana Torres, Carlos Ferro, José María de Tavira et Claudia Ramírez, avec le retour notable de Kuno Becker aux télénovelas. Le tournage a commencé le 23 novembre 2020. Il s'agit d'une histoire originale de Martha Carrillo et Cristina García, initialement prévue pour 97 épisodes d'une heure, nombre porté à 102. Toutefois, en raison de faibles audiences et d'une réception mitigée du public, la série a été réduite à 85 épisodes au total (soit environ trois semaines de diffusion),,. Le tournage s’est terminé le 19 mai 2021.

## Diffusion
- Las Estrellas (2021)
- Univision (2021)
- JFB TV (2025)